# Administrations de sécurité sociale
Pour les articles homonymes, voir Asso (homonymie).
Les administrations de sécurité sociale (ASSO) sont des organismes publics ou privés du périmètre financé par des cotisations légalement obligatoires pour fournir des prestations sociales à des assurés. C’est une notion de comptabilité nationale et non juridique, car[pas clair] ces « administrations » peuvent être privées[pas clair]. En France par exemple, elles incluent les régimes de non-salariés, régimes spéciaux, de retraite complémentaire ou régimes d’assurance chômage.

## Définitions internationales
Selon le système européen de comptabilité (SEC) et/ou SEC 2010
,

« le sous-secteur des administrations de sécurité sociale réunit les unités institutionnelles centrales, fédérées et locales dont l’activité principale consiste à fournir des prestations sociales et qui répondent aux deux critères suivants :
- certains groupes de la population sont tenus de participer au régime ou de verser des cotisations en vertu des dispositions légales ou réglementaires ;
- indépendamment du rôle qu’elles remplissent en tant qu’organismes de tutelle ou en tant qu’employeurs, les administrations  publiques sont responsables de la gestion de ces unités pour ce qui concerne la fixation ou l’approbation des cotisations et des prestations.

Il convient de noter qu’il n’existe habituellement aucun lien direct entre le montant des cotisations versées par un individu et les risques auxquels il est exposé. »

Les administrations de sécurité sociale sont un des quatre sous-secteurs du secteur des administrations publiques, avec l’administration centrale, les administrations d’États fédérés et les administrations locales.
Eurostat dispose de deux définitions différentes: la définition Système européen de statistiques intégrées de la protection sociale (SESPROS) et la définition "Comptes nationaux - SEC 2010".
Toutefois, en 1999, ce concept avait déjà été défini.

## En France
En France, les administrations de sécurité sociale (ASSO) incluent les hôpitaux et l’ensemble des régimes de Sécurité sociale (régimes de base de sécurité sociale et régimes spéciaux) ainsi que les régimes de retraite complémentaire (AGIRC, ARRCO), l’assurance chômage et divers organismes sociaux.

### Définition INSEE
Selon l'Institut national de la statistique et des études économiques, les administrations de sécurité sociale regroupent les régimes d'assurance sociale et des organismes dépendant des assurances sociales (ODASS).
Les régimes d'assurance sociale des administrations de sécurité sociale comprennent principalement le régime général de la sécurité sociale, les autres régimes obligatoires (autres salariés et non salariés), les fonds spéciaux, qui versent des prestations sociales et sont financés par des quotes-parts de cotisations provenant des caisses de sécurité sociale ou qui répartissent les recettes affectées entre les différentes caisses (Fonds d'indemnisation des victimes de l'amiante, Fonds de solidarité vieillesse, etc.), le régime d'indemnisation du chômage, les régimes complémentaires d'assurance vieillesse des salariés, la Caisse d'amortissement de la dette sociale, le fonds de réserve pour les retraites.
Les ODASS comprennent les hôpitaux de l'assistance publique, ainsi que les hôpitaux privés financés par la dotation globale hospitalière (attribuée par les caisses de sécurité sociale), les œuvres sociales intégrées aux organismes de sécurité sociale (œuvres sociales de la CNAF, écoles d'infirmières), le Pôle emploi (hors indemnisation du chômage).

### Périmètres
Ne doit pas être confondu avec Protection sociale en France ou Comptes de la Sécurité sociale en France.
| Régime | LFSS | ASSO |
| Retraites et autres prestations en espèces versées aux fonctionnaires civils et militaires                            | Oui  | Non  |
| Régime général de sécurité sociale                                                                                    | Oui  | Oui  |
| Régimes de non-salariés, régimes spéciaux                                                                             | Oui  | Oui  |
| Retraite complémentaire                                                                                               | Non  | Oui  |
| Régimes d’assurance chômage                                                                                           | Non  | Oui  |
| Interventions sociale de l’État et des collectivités (revenu de solidarité active, Allocation aux adultes handicapés) | Non  | Non  |
| Complémentaires santé, Institutions de prévoyance; régimes directs d’employeurs                                       | Non  | Non  |
| Interventions sociales des institutions sans but lucratif au service des ménages                                      | Non  | Non  |

Cette construction comptable a pour but de faciliter les comparaisons internationales. Ainsi, la loi de programmation des finances publiques et le programme de stabilité sont exprimés en comptabilité nationale, avec la notion d’ASSO.
D'après le ou la Fipeco les « administrations de sécurité sociale » comprennent les régimes d’assurance sociale qui regroupent les régimes obligatoires de sécurité sociale, de base et complémentaires, l’assurance chômage, la CADES et le Fond de réserve des retraites ; les « organismes dépendant des assurances sociales » (ODASS), qui incluent les hôpitaux et les œuvres sociales dotées d’une comptabilité séparée.

### Comptes
Le calcul de la capacité ou du besoin de financement des ASSO se fait à partir du résultat comptable du régime général de la Sécurité Sociale, corrigé en comptabilité nationale. Y sont ensuite ajoutés les capacités ou besoins de financement de la Caisse d'amortissement de la dette sociale (qui explique à elle seule l’excédent des ASSO), du Fonds de réserve des retraites, des autres régimes de sécurité sociale (dont assurance chômage) et des organismes dépendant des administrations de sécurité sociale (dont hôpitaux publics).
En 2021, les dépenses des administrations de sécurité sociale représentent 683,1 milliards d'euros et les recettes 666,4. Il y a ainsi un besoin de financement de 16,7 milliards pour cette seule année seulement, l'ajout des déficits des différentes années pouvant conduire à une dette supérieure. Les dépenses représentent 27,3 % du PIB, alors que l'ensemble des administrations publiques en représentent 59 %.
L'administration de la sécurité sociale est également l'une des principales composantes du Déficit public de la France et donc de la Dette publique de la France.
Toutefois, en 2014, les administrations de sécurité sociale participent à 9 % du déficit public et 11 % de la dette publique.
Dépenses et recettes des administrations de sécurité sociale en milliards d'euros constants.
Le graphique qui aurait dû être présenté ici ne peut pas être affiché car il utilise l'ancienne extension Graph, désactivée pour des questions de sécurité. Des indications pour créer un nouveau graphique avec la nouvelle extension Chart sont disponibles ici.

En 2022, les administrations de sécurité sociale évitent de contribuer au déficit avec un excédent de 9,2 milliards d'euros après un déficit de 17,2 milliards d'euros en 2021 selon l'INSEE.
La dette des administrations de sécurité sociale est donc réduite à 197,6 milliards d'euros (soit 7,5% du PIB en dette nette ou 9% en dette brute) à fin 2022.

## Comparaisons internationales
La notion d'Administrations de sécurité sociale est utilisée à fin de comparaisons internationales, par exemple avec les données Eurostat. Toutefois, la notion unifiée d'Administrations de sécurité sociale peut masquer des disparités de périmètres.